# 교환공문
교환공문(交換公文, Exchange of Notes)은 국제법상 국가간(국제 연합 등의 국제 기관도 체결 주체가 될 수 있다.)의 합의를 결정한 문서로서 내용이 같은 공문을 교환하여 서로 확인함으로써 성립한다. 일반적으로 비준을 필요로 하지 않는다. 넓은 의미에서의 조약의 일종이다. 국가간의 관계가 긴밀화되면서 기술적 내용의 국제약속을 신속하게 체결할 필요가 늘었고, 많은 국가에서 교환공문을 사용하게 되었다. 교환공문은 기본조약의 보충 조항이나 실시세목(實施細目)을 확인하는 경우와 단독적인 국가적 합의를 이루는 경우가 존재한다.
교환공문은 서류의 교환에 의해 성립한다. 발신국과 답변국 여부는 사항의 성질이나 협상의 경위 등에 따라 바뀐다. 발신은 주로 전문에 그 교환공문이 취급하는 사항을 드러내고 본문에서 구체적인 규범을 둔다. 전문에서 발신을 수령했음을 확인하고 발신서류의 본문 부분이 그대로 인용되며 말문에서 동의를 하는 것이 답신의 일반적 형태이다.

## 같이 보기
- 국제법
- 의정서
- MOU